# Hiroshi Yoshimura
Hiroshi Yoshimura (Yokohama, 23 ottobre 1940 – 22 ottobre 2003) è stato un musicista e compositore giapponese.
Il suo stile musicale, che "adatta le stasi ambientali di Harold Budd alla filosofia zen", lo ha reso un pioniere della musica d'ambiente in Giappone.

## Biografia
Dopo essersi laureato nel 1964 all'Università di Waseda, Hiroshi Yoshimura ha fondato il gruppo di computer music Anonyme nel 1972. Nel 1982 ha pubblicato il suo primo album da solista Music for Nine Post Cards, che risente la lezione di Brian Eno ed Erik Satie e che ha reso Yoshimura uno dei pionieri della neonata musica d'ambiente in Giappone. Oltre alle attività di musicista, Yoshimura ha lavorato come artista multimediale e come progettista del suono specialmente per l'azienda di tecnologie musicali TOA. Ha realizzato produzioni musicali per gallerie, musei, spazi per l'edilizia e stazioni ferroviarie. È stato anche professore della facoltà di ingegneria della Chiba Institute of Technology e del dipartimento di sound design del Kunitachi College of Music. È morto nel 2003 a causa di un cancro della pelle che gli era stato diagnosticato nel 1999.

## Discografia
- 1982 – Music for Nine Post Cards
- 1983 – Pier & Loft
- 1984 – A・I・R (Air In Resort)
- 1986 – Green
- 1986 – Soundscape 1: Surround
- 1986 – 静けさの本 (Static)
- 1987 – Flora
- 1993 – Wet Land
- 1994 – Face Music
- 1998 – Quiet Forest (クワイエット・フォレスト)
- 2004 – Four Post Cards
- 2005 – Soft Wave for Automatic Music Box